# Eurya oxysepala
Eurya oxysepala är en tvåhjärtbladig växtart som beskrevs av Friedrich Ludwig Diels. Eurya oxysepala ingår i släktet Eurya och familjen Pentaphylacaceae. Inga underarter finns listade i Catalogue of Life.